# Campsiura oberthueri
Campsiura oberthueri är en skalbaggsart som beskrevs av Oliver Erichson Janson 1888. Campsiura oberthueri ingår i släktet Campsiura och familjen Cetoniidae. Inga underarter finns listade.